# いつでも釣り気分!
『いつでも釣り気分!』（いつでもつりきぶん）は、シマノTVで配信されている釣り番組である。

## 概要
2008年1月7日、釣り・ロマンを求めてのスタッフが制作するシマノTVオリジナル番組として配信が開始された。2週間に1回新しい動画が配信される。
2009年4月9日から2010年6月26日まではBS-TBSで放送された。(30回目配信分から60回目配信分まで)その後、2013年4月1日よりスカイ・エーで103回目配信分から放送が開始した。

## 出演者
- シマノのインストラクターである高橋哲也、村田基、里見栄正、細山長司、辺見哲也、田辺哲男の他、永浜いりあなどの釣りに興味を持つタレントも出演している。

## スタッフ
- ナレーター=奥田民義
- 構成=おおがい啓二
- 音楽=阿多野正美
- ディレクター=山川鹿太
- プロデューサー=龍薗栄武
- 制作・技術協力=REC FISH
- 製作・著作=SHIMANO

### BS-TBS時代
- ナレーター=奥田民義
- 構成=おおがい啓二
- 技術=藤波透
- 編集=大関善裕
- MA=長塚洋子(ART PLAZA)
- 音楽=阿多野正美
- AP=上田智子
- ディレクター=山川鹿太
- プロダクション・プロデューサー=朝妻洋
- プロデューサー=村田浩二(BS-TBS)　五十嵐章司(ビデオレック)
- 製作協力=レックピクチャーズ
- 製作・著作=ビデオレック